# 輻條

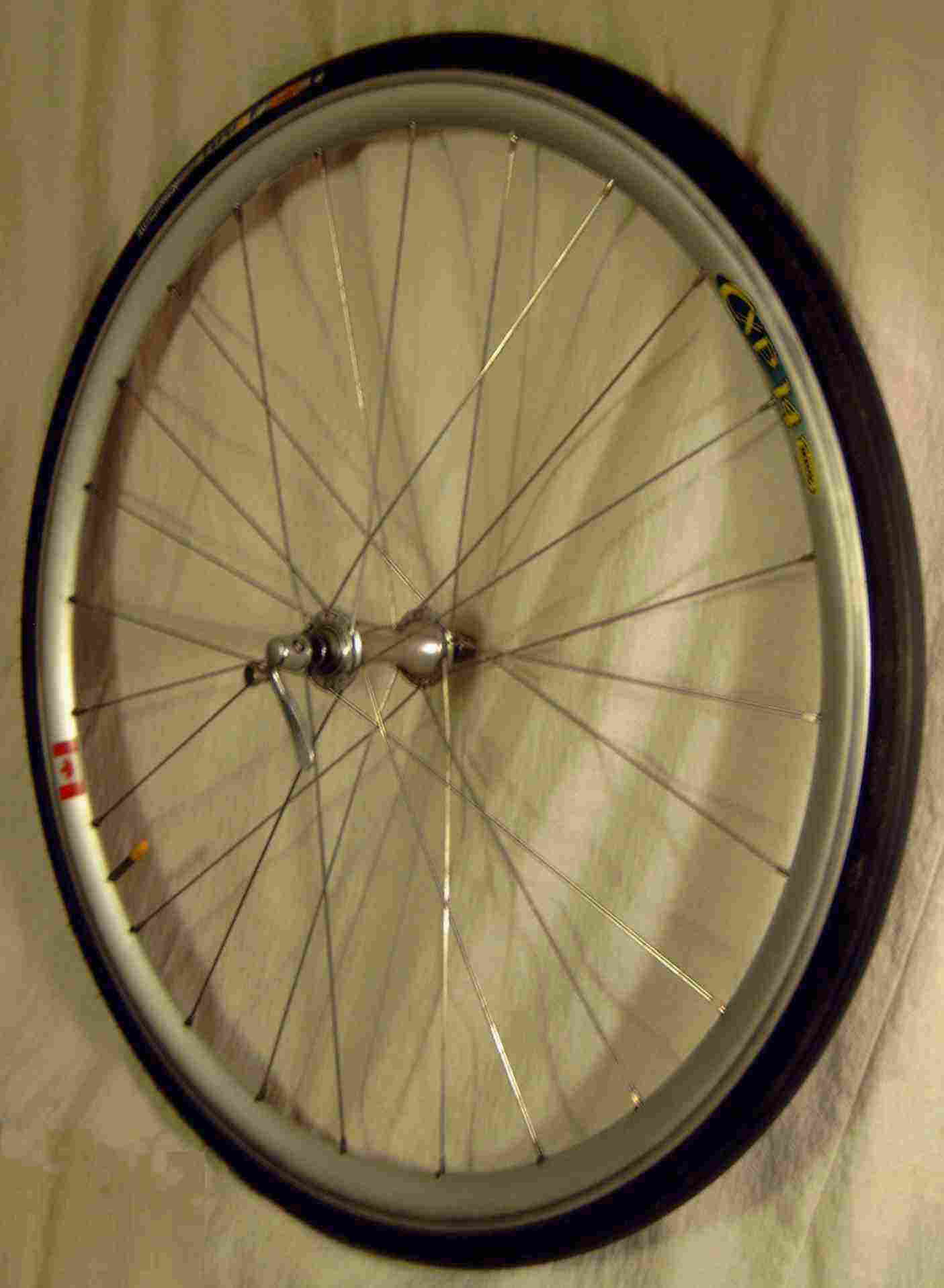
自行車的金屬輻條

輻條是从車輪中心的轮毂（即与轴相连的地方）辐射出来的杆、条等，它把轮毂和圆形的轮圈连接起来。

## 历史
辐条轮的出现使车辆更加轻便。辐条最早出现在公元前2000年的安德罗诺沃文化中。不久之后，高加索地区的游牧民族就使用了装有辐条轮的马战车，持续将近三个世纪。他们随后开始迁移，深入希腊半岛，与当地的地中海民族汇合，在米诺斯文明消亡之后建立了古典希腊（后被斯巴达吞并）。凯尔特人则在公元前几百年就在战车车轮外加上了铁圈。这种辐条轮一直沿用至1870年代，这时钢丝轮和橡胶轮胎问世了。

## 类型
辐条的材质可以是木头、金属、合成纤维等，这取决于辐条是受拉还是受压。

### 压缩辐条
木质辐条轮最早用于马车和马拉的货车。早期的机动车用的通常是装在炮架上的木质辐条轮。
简易的木质轮轮毂受压时，轮圈靠近地面的地方会略有凹陷，最低的一根木质辐条因受压而变短，而其他的辐条则没有明显变化。
木质辐条常沿半径方向安装，同时呈向外的碟形，以避免车辆摇晃。通过增加碟形的程度还能抵消辐条因受潮而产生的膨胀。

### 张力辐条
自行车的车轮不是笨重的木质辐条轮，而是钢丝轮。这种车轮更加轻便，它的辐条是拉紧但可调节的金属丝。轮椅、摩托车、汽车也用这种车轮。

#### 类型
有些车轮的辐条可以一根根取下，若有弯曲或折断便能更换。自行车和轮椅车轮的辐条就是这样。质量高的自行车所配的常规车轮用的是不锈钢辐条，而比较便宜的自行车用的是镀锌或镀铬的辐条。高质量的辐条可承受225千克力，不过实际使用时负载只有它的几分之一以避免疲劳损坏。因为自行车和轮椅的辐条只会处于拉伸状态，其材质也可以是柔韧性强的材料（如合成纤维）。

#### 对负载的反应
当编得很好的钢丝辐条轮承受径向负载（如车手坐在自行车上）时，车轮与地面接触处附近会略有凹陷，其余部分则基本保持圆形。 所有辐条的张力都没有显著增加，轮毂正下方的辐条张力还有所降低。 对如何描述这种情形存在争议。 有人认为轮毂“站”在正下方那根张力减小的辐条上， 还有人认为轮毂“挂”在正上方那根张力较大的辐条上。
虽然钢丝轮的辐条又细又柔韧，但沿半径方向却是刚性的，所以辐条的悬挂随动与高压自行车轮胎相比都不值一提。